# Manuel de Solà-Morales Rubio
Manuel de Solà-Morales Rubio (Vitoria-Gasteiz, 8 januari 1939  – Barcelona, 27 februari 2012) was een Spaans architect en stedenbouwkundige met een internationale carrière en een bijzondere aandacht voor stadsplanning.

## Projecten

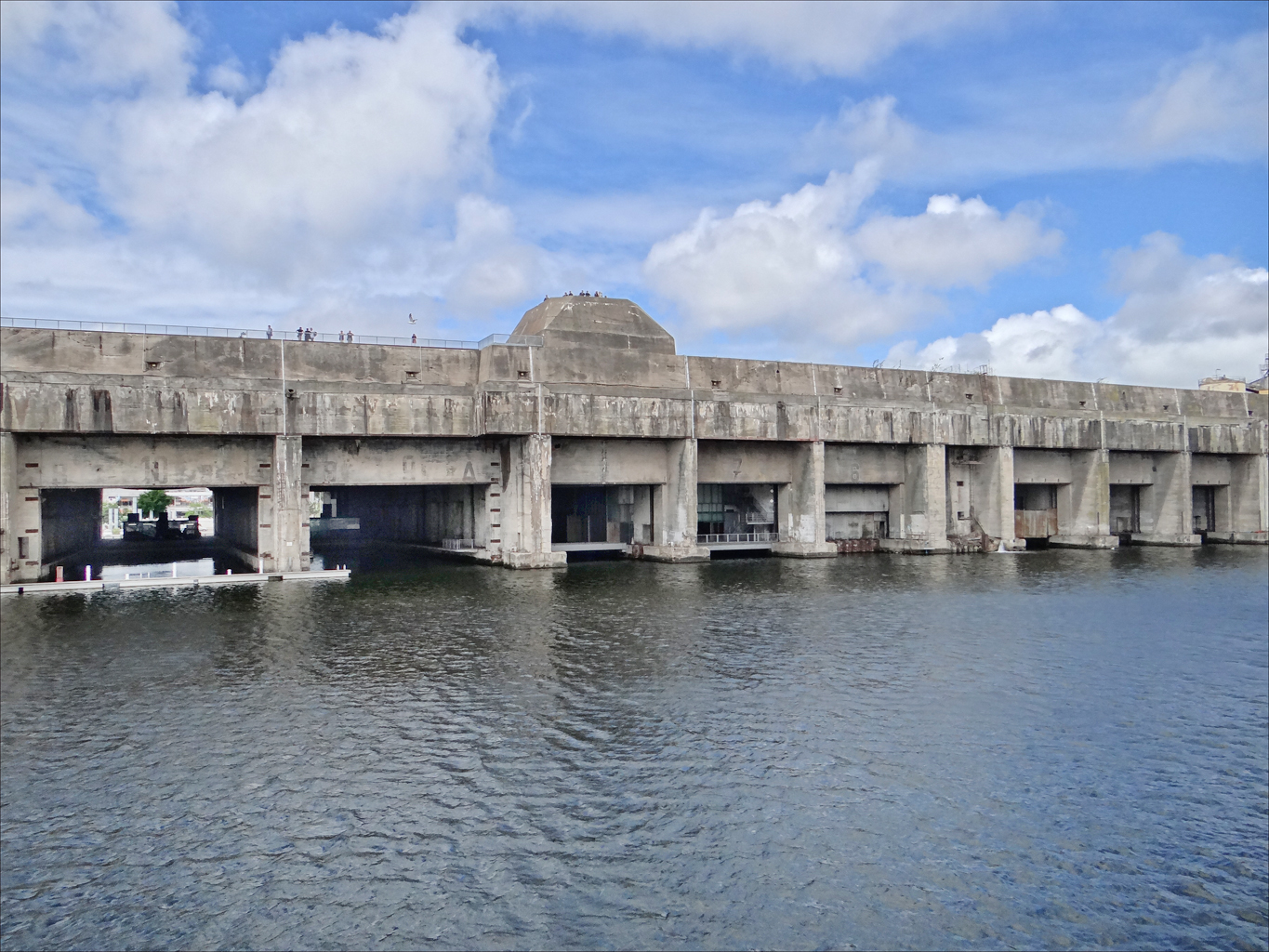
Heraanleg van de oude marinebasis in het Franse Saint-Nazaire met Ville-port

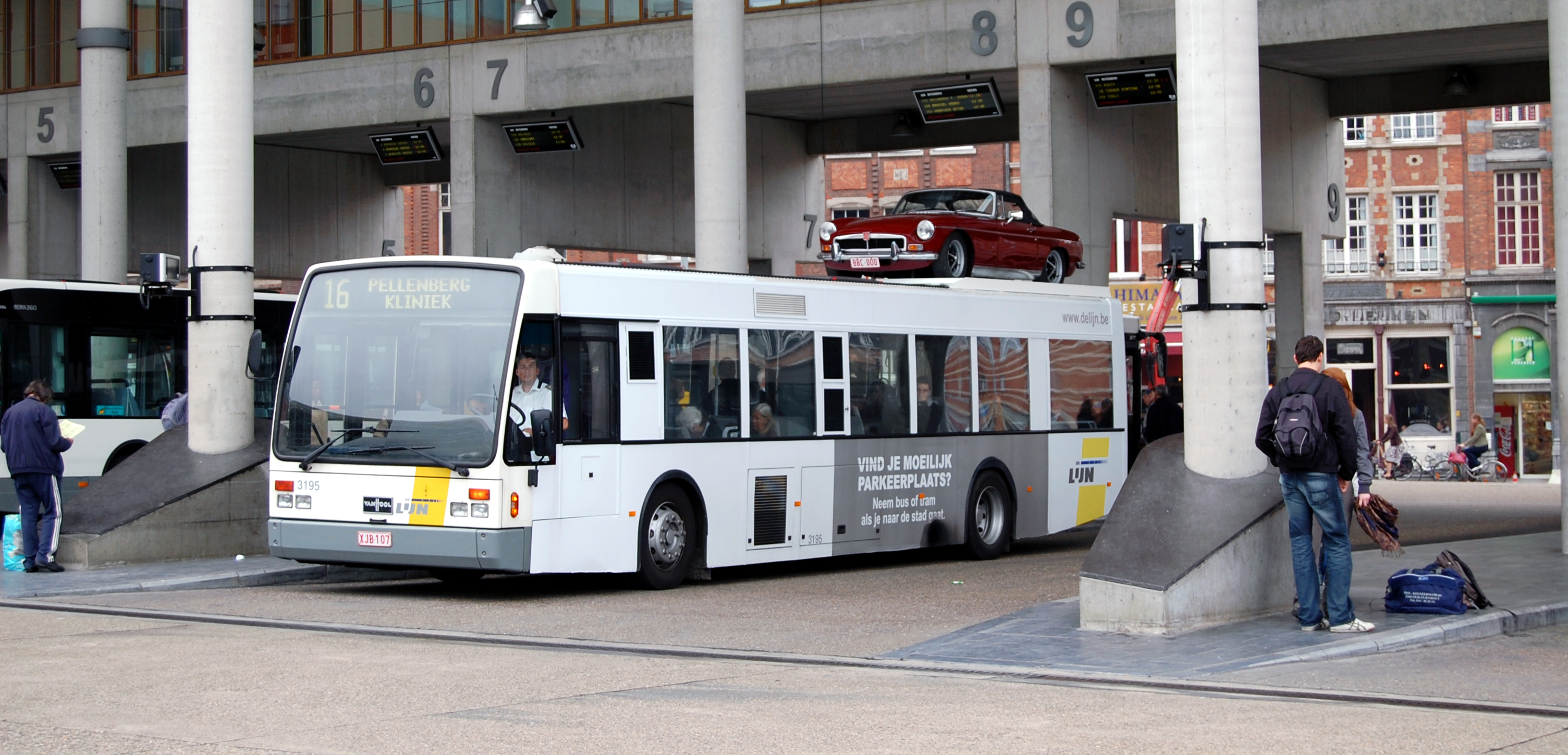
Bussen van De Lijn in het busstation ontworpen door Manuel de Solà-Morales Rubio

In Barcelona was hij zeer actief bij meerdere projecten waaronder de renovatie van de kades van de Port Vell (1981-1984), het hotel, de kantoorruimtes en het winkelcentrum aan het begin van de Avinguda Diagonal in Sant Martí aan de zee (1986-1993) en de transformatie van de voormalige kazerne van Sant Andreu (2006-2011).
Zijn eerste grote projecten buiten Barcelona waren de aanleg van de Plaza de la Marina van het Spaanse Malaga (1983-1989), de stadsvernieuwing met de Barrio de la Sang in Alcoy (1989-1997) en de Barri del Carme van Reus (2002-2011). In de provincie Barcelona was er nog de nieuwe wijk Torresana van Terrassa (2006-2011).
In Portugal werkte hij aan de Passeio Atlantico, het viaduct, de promenade en aanpalend gebouw op de stedelijke grens tussen Porto en Matosinhos (2000).
In Frankrijk was er de renovatie van een gedeelte van de oude onderzeeërshaven van Saint-Nazaire in Ville-port (1996)

### België
In België is het stationsplein en het busstation nabij het station van Leuven zijn bekendste werk (1998-2004). In 1990 was hij in Antwerpen betrokken bij de eerste ontwerpen van de heraanleg van Het Eilandje. Hij tekende daarnaast de nieuwe De Keyserlei in Antwerpen. Het vernieuwde Operaplein in Antwerpen, voltooid in juli 2018, is ook gebaseerd op zijn plannen.

### Nederland
Manuel de Solà-Morales werkte aan de Winschoterkade in Groningen, de herinrichting van de nieuwe boulevard in Scheveningen, die in april 2013 werd opgeleverd. Uitgangspunten van de architect: het plezier in wandelen, het genieten van het weidse uitzicht, de interactie tussen mensen, het strand en de paviljoens. Het ontwerp kenmerkt zich door verschillende niveaus, de keuze van materialen en kleurstelling.
Het door De Solà-Morales opgestelde plan voor het Arnhemse Rijnboogkwartier, inclusief een haven, strandde echter op de hoge kosten.